# Moosbeerenspanner
Der Moosbeerenspanner (Carsia sororiata), auch Moosbeeren-Grauspanner oder Sumpfspanner genannt, ist ein Schmetterling (Nachtfalter) aus der Familie der Spanner (Geometridae).

## Merkmale
Die Falter haben eine Flügelspannweite von 22 bis 24 Millimeter (20 bis 30 Millimeter). Die Grundfarbe der Vorderflügel ist schiefergrau, hellgrau bis weißgrau. Zwei markante, breite Linien queren den Vorderflügel. Sie sind hellbraun, braun bis schwarzbraun. Die innere Querlinie ist nahezu gerade, die äußere Querlinie gebogen mit zwei nach außen zeigenden Zacken. Bei der in Mitteleuropa vorkommenden Unterart (ssp. imbutata) schließt sich außen an die Zacken der äußeren Querlinie ein bräunlich gelbliches bis rötlich braunes Feld an. Wurzelwärts und auch im Saumfeld außen können sich weitere, sehr feine Querlinien befinden. Bei manchen Exemplaren können die beiden Linien durch eine „Brücke“ in der hinteren Flügelhälfte miteinander verbunden sein. Die Fransen sind abwechselnd hell und dunkel. Vom Apex zieht sich ein Apikalstrich zum rötlich braunen Feld.

### Ei, Raupe und Puppe
Das stumpfovale Ei ist zunächst weißlich, später gelblich gefärbt. Die Oberfläche ist mit einem unregelmäßigen Netzmuster bedeckt. Die Rosette der Mikropyle zeigt acht Blätter.
Die Raupe ist rotgelb bis bräunlich rot und mit einer feinen, dunklen Rückenlinie und ebenso dünnen Nebenrückenlinien versehen. Die gelben Seitenstreifen sind verhältnismäßig breit und haben rote Flecke in den Einschnitten der mittleren Segmente. Die Stigmen sind mit gelben Ringen gesäumt.
Die schlanke Puppe ist gelblich braun und hat einen rötlichen Hinterleib. Die Flügelscheiden weisen einen gabeligen Fortsatz auf.

## Geographische Verbreitung und Lebensraum
Die Art hat ein riesiges Areal, das von Labrador (östliches Kanada) über den nordamerikanischen Kontinent, das nördliche Asien bis zu den Britischen Inseln reicht. Im Norden Europas reicht das Verbreitungsgebiet bis nach Nordrussland und das nördliche Fennoskandien, im Süden bis in die Karpaten, Ungarn und Siebenbürgen sowie bis in die Zentralalpen und den Schweizer Jura.
Sie lebt nur in zwergstrauchreichen Hochmooren und Torfmooren. In Baden-Württemberg ist die Art bis etwa 1000 Meter über NN nachgewiesen. In den Alpen kommen sie in den Mooren der Zentralalpen vor.

## Lebensweise
Der Moosbeerenspanner bildet eine Generation im Jahr; die Falter fliegen von Juni bis August. Sie sind überwiegend tag- und dämmerungsaktiv, kommen aber auch nachts zum Licht. Die Raupe frisst ausschließlich an Gewöhnlicher Moosbeere. Man findet sie von April bis Ende Juni/Anfang Juli an den Nahrungspflanzen (Vaccinium oxycoccos). Das Ei überwintert.

## Systematik und Taxonomie
Die Art wurde 1813 von Jacob Hübner als Geometra sororiata erstmals wissenschaftlich beschrieben. Sie wird heute zur Gattung Carsia Hübner, 1825 gestellt. Typusart dieser Gattung ist Geometra imbutata Hübner, 1813, ein Taxon, das heute als Unterart von Carsia sororiata aufgefasst wird. In der älteren Literatur wird das Taxon auch als Anaitis paludata Thunberg, 1788 bezeichnet. Phalaena paludata Thunberg, 1788 ist ein jüngeres Homonym von Phalaena paludata Linnaeus, 1758 und somit ungültig. Derzeit werden folgende Unterarten ausgeschieden:
- Carsia sororiata sororiata , die Nominatunterart, in Nordeuropa
- Carsia sororiata imbutata (Hübner, 1813), Mitteleuropa
- Carsia sororiata anglica Prout, 1937, Britische Inseln
- Carsia sororiata alpinata Packard, 1873, Nordamerika
- Carsia sororiata labradoriensis (Sommer, 1897), Labrador
- Carsia sororiata thaxteri Swett, 1917, Neufundland
- Carsia sororiata columbia McDunnough, 1939, Nordamerika

## Gefährdung
Die Art gilt in Deutschland als vom Aussterben bedroht (Kategorie 1).